# Supercoupe du Niger de football
La Supercoupe du Niger de football est une compétition de football opposant le champion du Niger au vainqueur de la coupe du Niger. La rencontre a lieu au Stade Général Seyni Kountché de Niamey en fin d'année civile.

## Palmarès
- 2005/06 : Sahel SC  2-0 AS FNIS
- 2006/07 : Sahel SC 2-1 AS FNIS
- 2008 : AS FNIS 1-1 (4-3 tab) AS Police
- 2009 : ASFAN Niamey 1-1 (4-2 tab) Sahel SC
- 2010 : AS FNIS
- 2011[1] : ASGNN  2-1 Sahel SC
- 2012 : Sahel SC  2-1 Olympic FC Niamey
- 2013 : AS Douanes Niamey 1-1 (5-3 tab) ASN Nigelec
- 2014 : Sahel SC  2-1 ASGNN
- 2015 : AS Douanes Niamey  3-1 AS Sonidep
- 2016 : ASFAN Niamey  1-0 AS Douanes Niamey
- 2017 : Sahel SC  1-1 (4-2 tab) ASFAN Niamey
- 2018 : AS Sonidep  1-1 (victoire aux tab) ASGNN
- 2019 : AS Sonidep  2-0 US Gendarmerie Nationale